# Eberhard Rodt

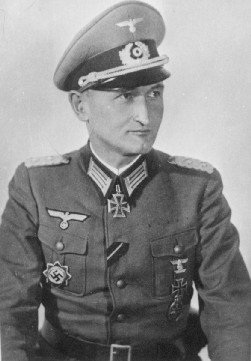
Eberhard Rodt

Eberhard Rodt (* 4. Dezember 1895 in München; † 28. April 1979 ebenda) war ein deutscher Generalleutnant der Wehrmacht im Zweiten Weltkrieg.

## Leben

### Bayerische Armee
Rodt trat während des Ersten Weltkriegs am 4. August 1915 als Freiwilliger in das 2. Ulanen-Regiment „König“ der Bayerischen Armee ein und war mit diesem zunächst im Grenzschutz um Lothringen eingesetzt. Später kämpfte er auch an der Ostfront. Er wurde am 23. Juni 1915 zum Leutnant befördert, sein Offizierspatent datierte man auf den 7. September 1914. Anfang 1918 wurde er in das 22. Infanterie-Regiment „Fürst Wilhelm von Hohenzollern“ versetzt und während der Schlacht an der Lys als Zugführer beim Sturmangriff bei Kemmel schwer verwundet. Noch nicht von seiner Verwundung genesen, kehrte Rodt zum 2. Ulanen-Regiment zurück, welches in den letzten Kriegsmonaten auf der Krim stationiert war. Dort erlebte Rodt auch den Waffenstillstand von Compiègne und kehrte als Ordonnanzoffizier mit dem Kavallerieverband nach Deutschland zurück, wo sie am 7. Februar 1919 in Ansbach eintrafen. Er erhielt im Ersten Weltkrieg mehrere Orden wie das Eiserne Kreuz I. Klasse, den Bayerischen Militärverdienstorden IV. Klasse und das Verwundetenabzeichen in Schwarz.

### Zwischenkriegsjahre
Nach der Demobilisierung trat Rodt der Freiwilligen-Eskadron Leoprechting bei, mit der er an den Revolutionskämpfen im Raum Naumburg-München-Nürnberg teilnahm. Anschließend wurde er in die Reichswehr übernommen und diente als Zugführer bei der 1.  Eskadron des Kavallerie-Regiments 24 sowie in gleicher Funktion bei der 2. Eskadron des Kavallerie-Regiments 17. In dieser Stellung wurde er am 1. November 1923 zum Oberleutnant befördert. 1924 unterzog sich Rodt erfolgreich einer Wehrkreisprüfung und besuchte 1927/28 die Kavallerieschule Hannover. Anschließend diente er im Regimentsstab des 17. (Bayerischen) Reiter-Regiments und war später Adjutant beim Höheren Kavallerieoffizier 3. 1936 wurde er Kommandeur der I.  Abteilung des Kavallerie-Regiments 18 in Stuttgart. Hier wurde Rodt am 1. März 1938 zum Oberstleutnant ernannt.

### Zweiter Weltkrieg
Einen Monat vor Beginn des Überfalls auf Polen wurde er zum Kommandeur des Kavallerie-Regiments 7 ernannt. Beim anschließenden Westfeldzug war Rodt Kommandeur der Aufklärungs-Abteilung 25. Mit dieser nahm er für den Gegner überraschend die Stadt Gent ein, wobei seine Einheit etwa 9000 Angehörige der belgischen Streitkräfte gefangen nehmen konnte. Hierfür wurde Roth am 25. Juni 1940 mit dem Ritterkreuz des Eisernen Kreuzes ausgezeichnet. Am 1. August 1940 erfolgte die Beförderung zum Oberst. Nach Beendigung des Feldzuges wurde er am 15. September 1940 dem Schützen-Regiment 304 in Wien zugeteilt, wo er bis 12. Oktober 1940 eine Umschulung auf Panzereinheiten erhielt. Im Anschluss wurde Rodt Kommandeur des Schützen-Regiments 66, welches im Rahmen der 13. Panzer-Division der Heeresgruppe Mitte im Ostfeldzug eingesetzt war. Am 1. Oktober 1941 wurde Rodt zum Kommandeur der 22. Schützen-Brigade ernannt, die zu dieser Zeit in Frankreich stationiert war. Durch eine Telegrammverstümmelung bei der Übertragung wurde jedoch irrtümlich angenommen, Rodt wäre zum Kommandeur der 2. Schützen-Brigade ernannt worden, die nicht weit entfernt von seinem bisherigen Regiment lag. Mit dieser Brigade, Kampfgruppe Rodt genannt, stieß er über Davidkowo–Krasnaja–Poljana–Putschki–Gorki–Katjuschki Richtung Moskau vor, wofür er das Deutsche Kreuz in Gold verliehen bekam. Nach dem Rückzug seiner Brigade in die Winterstellung Lama wurde Rodt am 1. Februar 1942 nun doch, den Fehler korrigierend, Kommandeur der 22. Schützen-Brigade.
Zum 1. November 1942 wurde Rodt Kommandeur der 22. Panzer-Division, die im Zuge der Operation Uranus im November 1942 beinahe vollständig von der Roten Armee zerschlagen wurde. Am 9. Februar 1943 wurde die Panzerdivision dann aufgelöst und ihre Reste auf andere Einheiten verteilt.
Rodt, ohne Kommando, wurde kurzfristig in die Führerreserve versetzt, am 1. März 1943 zum Generalmajor befördert und am 10. Juni 1943 zum Kommandeur der 15. Panzergrenadier-Division ernannt. Diese lag zu dieser Zeit in Sizilien, später Süditalien, wo der Großverband in heftige Rückzugskämpfe mit den Alliierten verwickelt war. 1944 zog sich die Division über Florenz–Lothringen–Saarbrücken zurück. Um die Jahreswende 1944/45 lag sie im Raum der Ardennen. Ende März 1945 kämpften Rodt und seine Division bei Borken. Bei Kriegsende geriet er dann in britische Kriegsgefangenschaft, aus der er im Juni 1946 wieder entlassen wurde.

## Wehrmachtbericht
Er wurde zweimal, 25. Januar und 13. Oktober 1944, im Wehrmachtbericht der Abteilung bzw. Amtsgruppe für Wehrmachtpropaganda namentlich erwähnt. Am 25. Januar 1944 dokumentiert der Bericht „Bei den schweren Abwehrkämpfen der letzten Tage hat sich die 15. Pantergrenadierdivision unter Führung des Generalmajors Rodt bei der Abwehr aller Durchbruchsversuche des Feindesdurch beispiellose Standfestigkeit hervorragend bewährt“ und Am 13. Oktober 1944 vermeldete man „In den zehntägigen harten Kämpfen im Wald von Parroy hat sich die durch andere Einheiten verstärkte 15. Pantergrenadierdivision unter Führung ihres Kommandeurs Generalleutnant Rodt durch besondere Standfestigkeit und zähen Abwehrwillen bewährt und in schwierigen Gelände dem Gegner hohe blutige Verluste beigebracht.“.